# Экфорд, Генри

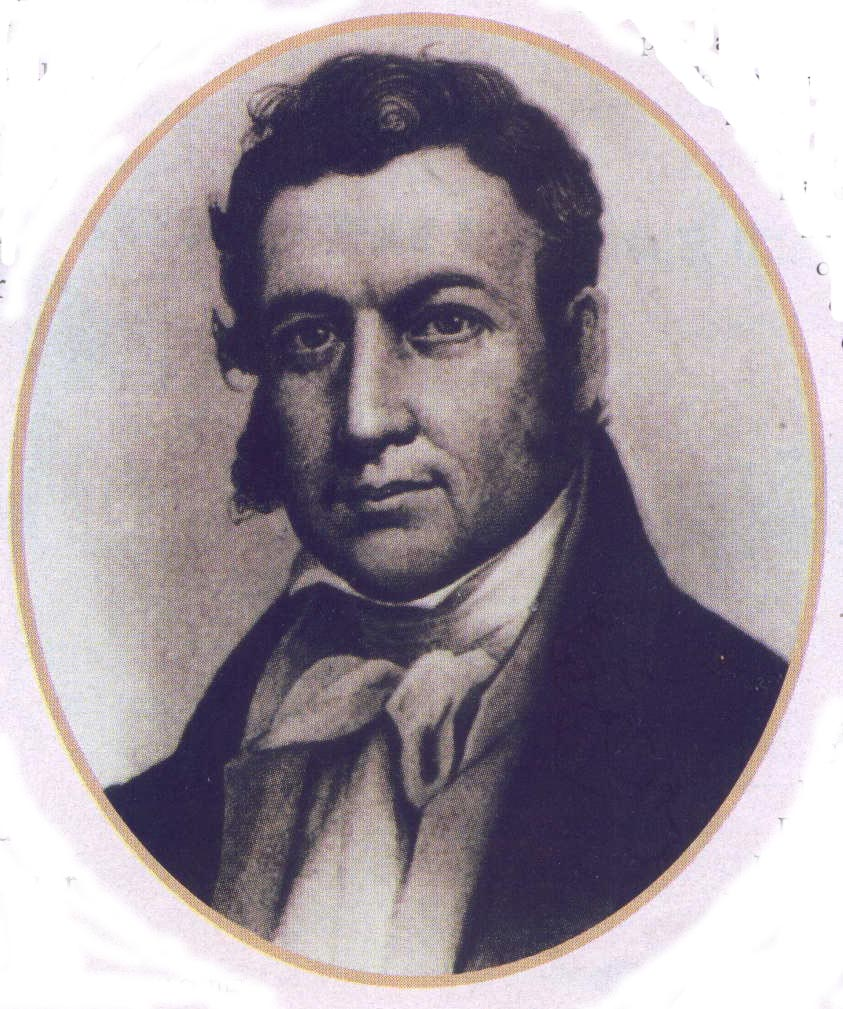

Ге́нри Э́кфорд (англ. Henry Eckford) (1775—1832) — шотландский и американский кораблестроитель, морской архитектор, инженер-технолог, и предприниматель, который работал на флоте Соединенных Штатов и флоте Османской империи в начале XIX века. После создания национальной репутации Соединённым Штатам благодаря его судостроительным успехам во время войны 1812 года, он стал видным бизнесменом и политическим деятелем в Нью-Йорке в 1810-х, 1820-х и в начале 1830-х годов.

## Биография

### Ранние годы
Генри Экфорд родился 12 марта 1775 года в Килуиннинг, Шотландия. Его отец Генри Экфорд и мать Джанет Блэк, возможно, не состояли в браке. Генри был младшим из пяти сыновей. Семья вскоре переехала в близлежащий Эрвин, где он посещал школу и стал другом на всю жизнь одноклассника и будущего писателя Джона Галт. Как мальчик, Генри Экфорд был обучен в качестве судового плотника где-то в Эйршир, вероятно на верфи в Эрвине на Ферт-оф-Клайд.
В 1791 году, в возрасте 16 лет, Экфорд покинул Шотландию — в которую он больше не вернулся — и начал пятилетнее обучение судостроению учеником с братом его матери, известным канадским кораблестроителем шотландского происхождения Джоном Блэком (англ.), на верфи Блэка созданной на реке Святого Лаврентия в Нижней Канаде. Экфорд оказался работящим и быстро обучаемым, с чутьем на судостроение и конструирование. Когда в конце 1792 года Блэк переехал в Кингстон на озеро Онтарио, Экфорд последовал за ним, чтобы продолжить своё обучение, но вскоре они разошлись, — Блэк переехал в Квебек проводить революционную политику, в то время как Экфорд остался в Кингстоне продолжать изучать торговлю кораблестроения. В 1794 году Экфорд присоединился к Франкомасонской ложе в Кингстоне, начав долгую ассоциацию с франкомасонским обществом.
В 1796 году Экфорд достиг возраста 21 год и завершил своё ученичество, став корабелом (или «механиком») с названием «мастер-строитель». Он эмигрировал в Соединенные Штаты в этом же году, поселился в Нью-Йорке и стал работать в качестве подмастерья на верфи на Ист-Ривер. Нью-Йорк тогда был быстро развивающимся городом с процветающей судостроительной промышленностью.